# Prosopocoilus bidentatus
Prosopocoilus bidentatus is een keversoort uit de familie vliegende herten (Lucanidae). De wetenschappelijke naam van de soort is voor het eerst geldig gepubliceerd in 1978 door Bomans.